# Monarch: Legacy of Monsters
Monarch: Legacy of Monsters è una serie televisiva statunitense del 2023 creata da Chris Black e sviluppata da Black e Matt Fraction per il servizio di streaming Apple TV+, basato su Godzilla di Toho Ltd.. Prodotta da Safehouse Pictures, Toho Co. Ltd., Milkfed Criminal Masterminds, Chris Black Broadcasting System e Legendary Television, è il sesto capitolo e la seconda serie televisiva del media franchise MonsterVerse. La serie segue i membri dell'organizzazione Monarch mentre incontrano Godzilla e altri mostri, conosciuti come "Titani", nell'arco di mezzo secolo, seguendo gli eventi di Godzilla (2014).
La serie vede protagonisti Anna Sawai, Kiersey Clemons, Ren Watabe, Mari Yamamoto, Anders Holm, Joe Tippett ed Elisa Lasowski insieme a Wyatt Russell e Kurt Russell nel ruolo condiviso di Lee Shaw. Monarch: Legacy of Monsters è stato presentato in anteprima su Apple TV+ il 17 novembre 2023 con recensioni positive da parte della critica. L'11 aprile 2024 la serie viene rinnovata per una seconda stagione.

## Trama
Dopo l'epica battaglia tra Godzilla e i MUTO che ha raso al suolo San Francisco e la scioccante rivelazione che i mostri sono reali, due fratelli, seguendo le orme del padre apparentemente defunto, scoprono il legame della loro famiglia con l'organizzazione segreta conosciuta come Monarch. Gli indizi li conducono nel mondo dei mostri e infine fino all'ufficiale dell'esercito Lee Shaw. Ambientata negli anni '50 e mezzo secolo dopo, la serie abbraccia tre diverse generazioni e rivela il perché la Monarch è minacciata da ciò che Shaw sa.

## Episodi
| Stagione       | Episodi | Pubblicazione |
| -------------- | ------- | ------------- |
| Prima stagione | 10      | 2023-2024     |

## Personaggi e interpreti

### Personaggi principali
- Cate Randa (stagione 1-in corso), interpretata da Anna Sawai.
Un'ex insegnante di San Francisco sopravvissuta al G-Day, e per questo affetta da disturbo da stress post-traumatico, che si reca in Giappone per sistemare gli affari del padre misteriosamente scomparso nel nulla, scoprendo invece un segreto che lo riguarda e che lo lega alla Monarch.
- Kentaro Randa (stagione 1-in corso), interpretato da Ren Watabe.
Un giovane artista, creativo e curioso, che si imbarca insieme alla sorellastra Cate in una ricerca per saperne di più sul loro venerato, ma misterioso, padre.
- May Olowe-Hewitt (stagione 1-in corso), interpretata da Kiersey Clemons.
Una hacker americana espatriata in Giappone, con un oscuro segreto alle spalle.
- Lee Shaw (stagione 1-in corso), interpretato da Wyatt Russell da giovane e da Kurt Russell da vecchio.
Un ex colonnello dell'esercito americano che, quando era ancora un giovane tenente, si unì alle indagini sui mostri di Keiko e Randa, finendo coinvolto in quella che diventerà poi la futura Monarch.
- Keiko Miura (stagione 1-in corso), interpretata da Mari Yamamoto.
Una scienziata che indaga sui mostri assieme a Bill Randa negli anni '50.
- Bill Randa (stagione 1-in corso), interpretato da Anders Holm da giovane e da John Goodman[3] da vecchio.
Un criptozoologo che in seguito diventa un ricercatore della Monarch.
- Tim (stagione 1-in corso), interpretato da Joe Tippett.
Un impiegato d'ufficio della Monarch che entra in azione per recuperare i dossier perduti della sua organizzazione.
- Duvall (stagione 1-in corso), interpretata da Elisa Lasowski.
Sorella della defunta Sandra Brody[4], nonché agente esperta della Monarch, che assiste il goffo Tim nella sua ricerca sul campo.

### Personaggi secondari
- Hiroshi Randa (stagione 1-in corso), interpretato da Takehiro Hira.
Ex scienziato della Monarch, figlio di Keiko e Bill e padre di Cate e Kentaro.
- Emiko Randa (stagione 1-in corso), interpretata da Qyoko Kudo.
La madre di Kentaro.
- Caroline Randa (stagione 1-in corso), interpretata da Tamlyn Tomita.
La madre di Cate.
- Generale Puckett (stagione 1-in corso), interpretato da Christopher Heyerdahl.
Il superiore di Shaw, che lo assegna come scorta di Keiko.
- Du-Ho (stagione 1), interpretato da Bruce Baek.
Un vecchio amico e alleato di Shaw.
- Natalia Verdugo (stagione 1-in corso), interpretata da Mirelly Taylor.
La vicedirettrice della Monarch.
- Dottoressa Barnes (stagione 1-in corso), interpretato da Jess Salgueiro.
Una ricercatrice della Monarch.
- Brenda Holland (stagione 1-in corso), interpretata da Dominique Tipper.
Un'ex dirigente dell'AET (Applied Experimental Technologies), azienda in seguito nota come Apex Cybernetics[5].
- Lyra Mateo (stagione 1-in corso), interpretata da Morgan Dudley.
La sorella di May.

## Produzione

### Sviluppo
Dopo il successo di Godzilla vs. Kong sono iniziate le discussioni su come espandere il MonsterVerse oltre i lungometraggi. Legendary ha proposto una serie live-action e, tra i potenziali investitori, Apple TV+ ha espresso interesse immediato e ha negoziato un accordo che ha dato il via libera alla serie nel gennaio 2022. Il progetto nasce da una produzione in collaborazione tra Legendary Television, Safehouse Pictures e Toho Ltd., sebbene Warner Bros. possieda ancora i diritti per il franchise MonsterVerse insieme a Legendary. Chris Black farà da showrunner.
A maggio Matt Shakman è stato assunto per dirigere i primi due episodi oltre a ricoprire il ruolo di produttore esecutivo. Oltre a Black e Matt Fraction, gli autori della serie includono Andrew Colville, Milla Bell-Hart, Amanda Overton, Karl Taro Greenfeld, Mariko Tamaki e Al Letson.
L'11 aprile 2024 Apple TV+ annuncia il rinnovo della serie per una seconda stagione, con annessi altri spin-off ambientati sempre nel MonsterVerse.

### Cast
Nel giugno 2022 Anna Sawai, Ren Watabe, Kiersey Clemons, Joe Tippett ed Elisa Lasowski sono stati scelti per la serie. A luglio Kurt Russell e Wyatt Russell vengono aggiunti al cast, con Mari Yamamoto che si unì ad agosto. A settembre Anders Holm si è unito al cast rivelando anche il titolo della serie. Nel settembre 2023, con l'uscita del teaser trailer, è stato rivelato che John Goodman avrebbe ripreso il suo ruolo da Kong: Skull Island (2017) nei panni di William "Bill" Randa.

### Riprese
Nel luglio 2022 viene rivelato che le riprese principali erano già iniziate a Vancouver, Columbia Britannica, Canada. Due settimane di riprese si sono svolte in Giappone ad agosto. La serie è girata con fotocamere 3D nel formato video spaziale di Apple per Apple Vision Pro.

### Musica
Nell'ottobre 2023 è stato confermato che Leopold Ross stava componendo la colonna sonora della serie. La colonna sonora è stata pubblicata digitalmente dalla Milan Records il 17 novembre 2023, con la traccia dei titoli principali della serie pubblicata il 3 novembre dello stesso anno come singolo.

## Promozione
Nell'agosto 2023 Apple ha rilasciato le prime immagini della serie, ufficialmente intitolata Monarch: Legacy of Monsters. Il teaser della serie è stato rilasciato l'8 settembre 2023 insieme ad altre immagini. Il primo trailer della serie ha debuttato al Comic Con di New York del 2023 ed è stato mostrato insieme al poster ufficiale. Nell'ottobre 2023 viene creato un sito web di marketing virale chiamato "Monarch Unlocked" che conteneva alcuni file privati del computer Monarch.

## Accoglienza
Sull'aggregatore di recensioni Rotten Tomatoes, la serie ha un indice di gradimento dell'85% basato su 62 recensioni, con una valutazione media di 7,05/10. Il consenso del sito recita: "Con le performance del duo padre-figlio Kurt e Wyatt Russell che funzionano a meraviglia, Monarch aggiunge una gradita nota all'eredità di Godzilla affinando la sua portata mostruosa a un livello molto umano". Metacritic ha invece assegnato un punteggio medio ponderato di 69 su 100, sulla base di 23 critici, indicando "recensioni generalmente favorevoli".